# Věž Balšićů
Věž Balšićů (srbsky/černohorsky Балшић кула/Balšić kula, albánsky Kulla e Balshajve) je jednou z dominant starého města v Ulcinji. Název má podle dynastie Balšićů, která ve středověku hrála v dějinách regionu významnou roli.
Čtyřboká věž se nachází přímo ve starém městě. Pochází z přelomu 14. a 15. století. Byla přebudována během turecké nadvlády nad městem; Turci přistavěli třetí patro věže a část v přízemí. Ze tří stran věže je možný výhled na moře. Mezi obyvatele věže, která dnes patří ulcinjskému městskému muzeu, patřil např. i Šabtaj Cvi. V současné době slouží jako galerie, pořádány jsou zde i literární večery.